# Dominio público

Símbolo, sin reconocimiento legal, utilizado para indicar que una obra está en el dominio público.

El dominio público engloba el patrimonio intelectual que está libre de toda exclusividad en su acceso y utilización. Incluye elementos que no tienen restricciones de derecho de autor establecidas, así como obras literarias, artísticas o científicas (lo que incluye aplicaciones informáticas) en las que ha expirado el plazo de protección del derecho de autor. Cada legislación nacional contempla un término de años contados desde la muerte del autor, para que estos derechos expiren. Por quedar excluidos de la protección del derecho de autor, elementos tales como las ideas, procedimientos, métodos de operación o conceptos matemáticos, son parte del dominio público. El software de dominio público es aquel que no tiene derechos de autor.
Según el Convenio de Berna, que la mayoría de los países han firmado, todas las obras intelectuales quedan bajo el dominio de los derechos de autor, inclusive los programas informáticos. Las obras sujetas al derecho de autor pasan al dominio público a los 50 años de la muerte del autor. El plazo para el ingreso de las obras en dominio público se calcula a partir del 1 de enero del año siguiente de la muerte del autor, razón que ha llevado a que en esa fecha se celebre el Día del Dominio Público. El Convenio de Berna reconoce el derecho de los países signatarios a ampliar el plazo de la protección. Por ello, varios países han establecido plazos superiores, que llegan a 70, 80 o 100 años desde la muerte del autor.
En España, por ejemplo, con la aprobación de la actual ley de 1987, tras 70 años después de la muerte del autor sus obras pasan al dominio público, mientras que en el caso de autores fallecidos antes del 7 de diciembre de 1987, se rigen por la anterior ley que protegía los derechos de autor hasta 80 años después del fallecimiento. En Estados Unidos el 1 de enero de 2019, luego de más de 20 años de espera, ingresó en el dominio público un gran lote de obras publicadas por primera vez en 1923 (la última liberación en lote al dominio público en ese país ocurrió en 1998, cuando Google no existía).
Los países firmantes del Acuerdo de Aspectos de Propiedad Intelectual aplicado al Comercio (ADPIC o TRIPS, por su sigla en inglés), uno de los acuerdos de la Organización Mundial del Comercio, se comprometen a un mínimo de 50 años tras la muerte del autor. El titular del derecho de autor siempre puede aplicar a su obra el tipo de licencia que decida sin perder el reconocimiento de autoría o paternidad. Hay licencias restrictivas y otras permisivas (como GNU GPL).
Dominio público, en este caso, implica que las obras pueden ser explotadas por cualquier persona, pero siempre respetando los derechos morales de sus autores (básicamente la paternidad), pues lo que en realidad expira son los derechos de autor de carácter patrimonial o económico, y se suele abreviar como PD (del inglés, public domain).
Una obra de dominio público permite el uso gratuito de sus contenidos, puede ser copiada  y distribuida sin vulnerar ningún derecho, es decir, lo que se libera es la obra y no la edición, es decir, su plena accesibilidad.

## Distinción entre uso y acceso libres
Se considera que el uso del material de dominio público queda libre de toda exclusividad, nadie puede controlar o impedir su reproducción, se garantiza su uso gratuito, con la posibilidad de disfrutar intelectualmente del contenido de obras, dependiendo de algunos factores.
Uno de los factores, es el acceso limitado a las obras, su alcance está impuesta por el derecho de propiedad intelectual, quien habilita y regula la distribución de los ejemplares que haya en circulación, es decir, las obras de dominio público no siempre están exentas de pago, lo que se espera es un bajo costo en el mercado para fomentar el acceso público.
Otro factor, es la eficacia del acceso a las obras, ocurre cuando no son divulgadas, en algunos casos no son lo suficientemente originales, son anónimas y el público al no tener acceso pueden caer en el olvido.
Para ello dominio público debe fomentar la iniciativa al acceso, garantizar el uso gratuito y colectivo de recursos culturales y artísticos en bibliotecas y otras organizaciones, para potenciar el acceso a los contenidos.

## Obras

### Obras huérfanas
Existen obras cuyos autores o herederos se desconocen o son ilocalizables. Por lo tanto, no hay forma de contactar a los titulares para solicitar el permiso de utilización. Este tipo de obras, de las cuales no se puede determinar el estatus en lo referente a los derechos de autor, se denominan "obras huérfanas". En los países donde existen protocolos para la declaración de obras huérfanas, esta declaración suele incluir el requisito de una búsqueda exhaustiva y, una vez que una obra se declara huérfana, su utilización pasa a estar permitida.

### Obras anónimas
Una obra anónima es aquella que figura publicada sin que exista ningún dato que conduzca a conocer al autor de dicho trabajo. No entran en esta categoría las obras publicadas bajo seudónimo.

## Libros en dominio público
La literatura en dominio público es toda aquella obra escrita que haya sido publicada desde los inicios de las primeras obras escritas o protoescritura, que fueron escritas libremente e incluyen todas las obras recientes publicadas bajo dominio público.

## Música en dominio público
Si bien la música hace más de cuatro milenios no poseía registros como los que hoy conocemos, hace dos mil quinientos años, durante el gobierno de la dinastía Zhou, se crean numerosos instrumentos, además de continuar utilizando los Bianzhong. En la tumba del marqués Yi de Zeng se encontraron instrumentos de la época con instrucciones sobre afinaciones, escalas y transposiciones. Se trata del primer sistema de notación musical conocido que permitía no solo poder interpretar música en el momento sino quedar escrita y ser reinterpretada fielmente gracias a estas notaciones escritas. Desde esa fecha hasta inicios del siglo XX la música es considerada de dominio público. 
Hace 1500 años se comienzan a utilizar además las notaciones Guqin en las que se detallan las tablaturas y posiciones de los dedos para tocar el instrumento. Posteriormente se crean las notaciones Gongche y Jianpu. En el siglo XI d. C., Guido de Arezzo introdujo el solfeo y la notación musical latina. Todo esto sentó las bases para la preservación de la música a nivel global, que pertenece al dominio público desde los inicios de la historia musical hasta la actualidad.
El proyecto Musopen se ha dedicado a grabar esta música cuyos registros se encuentran en dominio público utilizando instrumentos musicales y equipos de captura de sonido. De este modo, no solo los escritos musicales están disponibles para el público en general sino también pueden ser apreciados en su forma audible, tanto en formatos de baja calidad o con pérdida —como los archivos «.ogg» (que fueron de gran utilidad durante los inicios de internet y en los primeros reproductores de música digital)— como en formatos sin pérdida —como el Flac—. En archive.org esta albergada toda la colección de música clásica grabada por el proyecto Museopen.

## Películas en el dominio público
Las películas en el dominio público son todas aquellas que siempre han pertenecido al dominio público o aquellas en las que sus derechos de autor han expirado. En la actualidad existen miles de películas en el dominio público que representan más de 60 000 horas de cinematografía.
Entre ellas tenemos centenares de películas clásicas o de culto que pueden verse en línea o descargarse libremente en sitios como Internet Archive. También pueden descargarse o compartirse desde sitios como Public Domain Torrents. He aquí algunas de ellas:
- Charade (1963).
- Night of the Living Dead (1968).
- The Little Shop of Horrors.

## Software de dominio público
En algunos casos, los autores de un software deciden publicarlo como de dominio público. Esto significa que cualquiera puede obtener las fuentes, modificarlo e incluso publicar sus modificaciones bajo una licencia diferente. Tal es el caso del gestor de bases de datos relacional SQLite, ampliamente utilizado sobre todo en dispositivos móviles.
No hay que confundir el software libre con software de dominio público, ya que el software libre está sujeto a una licencia que, aunque pueda ceder al usuario un derecho de uso libre, su uso está limitado a lo establecido en la licencia que puede restringir su uso o distribución a ciertos requisitos, mientras que en el caso de software de dominio público, cualquiera tiene la facultad de copiar, distribuir o usar el software como quiera sin estar sujeto a ninguna licencia.

## Acceso a las obras bajo dominio público
En 1971 Michael Hart lanzó el Proyecto Gutenberg para digitalizar y preservar todos los libros que pertenecen al dominio público. Inicialmente funcionó sobre Arpanet y posteriormente sobre internet. En 1996 Brewster Kahle lanzó Internet Archive para preservar libros, música y películas e incluso sitios web. En 2001 Jimmy Wales y Larry Sanger lanzaron Wikipedia y en 2003 lanzaron Wikisource. En 2005 Hugh McGuire inició el proyecto LibriVox, un sitio para crear y compartir audiolibros. 
Hay muchos países e incluso continentes que han dado pasos para permitir el acceso a la ciencia y la cultura. Uno de ellos es la Unión Europea, que en 2008 lanzó la biblioteca en línea Europeana, que cuenta con millones de libros, fotografías, audios, canciones y películas. En Colombia, se realizó el proyecto Visibilizando el dominio público colombiano en Wikidata en 2024.